# Liri
Le Liri est l'une des rivières les plus importantes du centre de l'Italie, elle forme, avec le Gari, le Garigliano.
Ce cours d'eau fut une frontière naturelle entre les Latins et les Samnites dans les années -350.

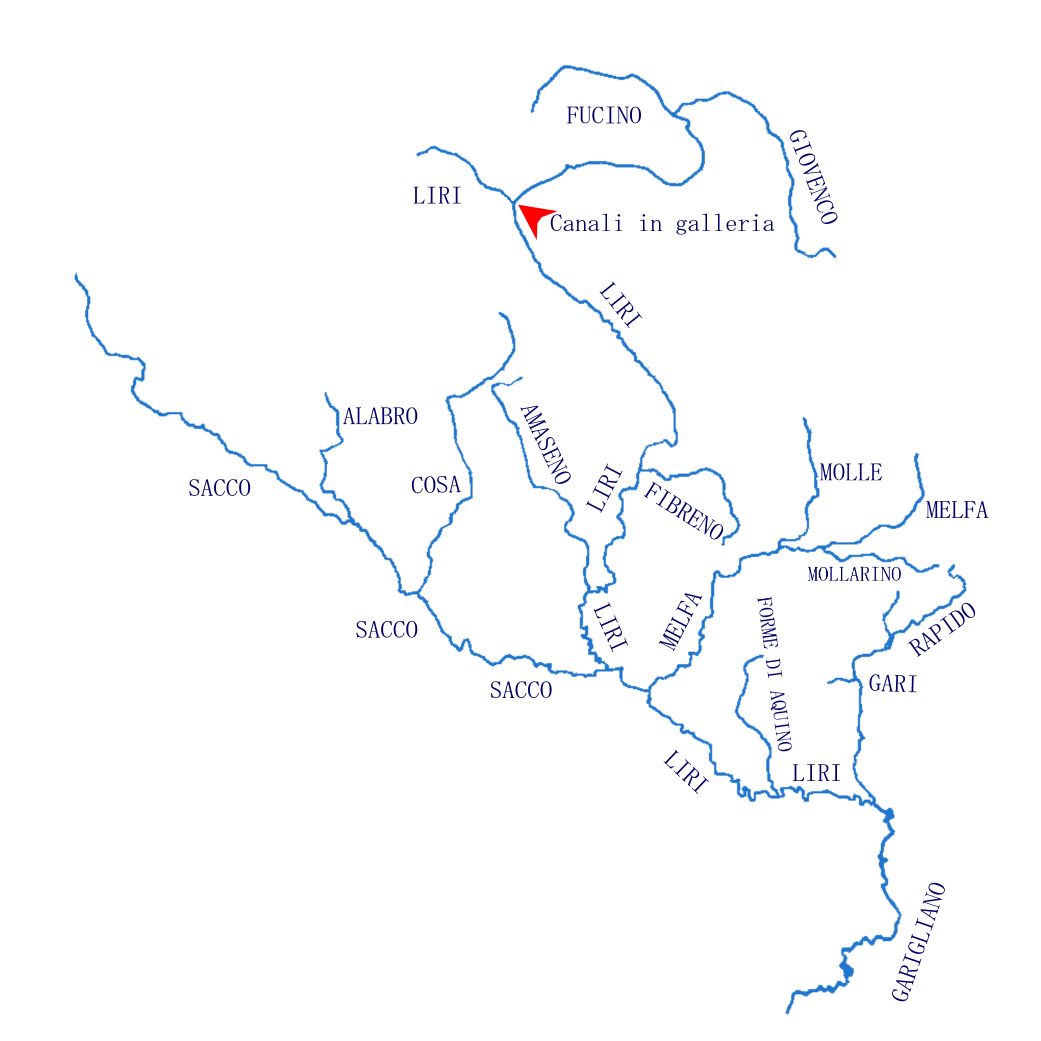
Schéma du bassin hydrographique Liri-Garigliano.